# Alberto Erede
Alberto Erede (ur. 8 października 1909 w Genui, zm. 12 kwietnia 2001 w Monte Carlo) – włoski dyrygent.

## Życiorys
Uczył się kompozycji oraz gry na fortepianie i wiolonczeli w Genui i Mediolanie. W latach 1929–1931 studiował dyrygenturę u Felixa Weingartnera w Bazylei. Debiutował jako dyrygent w 1930 roku w Akademii Muzycznej św. Cecylii w Rzymie. Od 1934 do 1939 roku był dyrygentem festiwalu operowego w Glyndebourne. W latach 1935–1938 dyrygował też na festiwalu w Salzburgu. Po II wojnie światowej prowadził orkiestrę radiową w Turynie (1945–1946) i New London Opera Company (1946–1948). W 1950 roku w nowojorskiej Metropolitan Opera poprowadził przedstawienie Traviaty Giuseppe Verdiego. Od 1958 do 1962 roku dyrygował Deutsche Oper am Rhein w Düsseldorfie i Duisburgu. W 1968 roku na festiwalu w Bayreuth poprowadził przedstawienie Lohengrina.
Współpracował z czołowymi orkiestrami świata, m.in. Orchestre de la Suisse Romande, Berliner Philharmoniker, Wiener Philharmoniker i London Symphony Orchestra. Dokonał licznych nagrań płytowych.